# Kevin Dahl
Kevin Curtis Dahl (* 30. Dezember 1968 in Regina, Saskatchewan) ist ein ehemaliger kanadischer Eishockeyspieler, der im Verlauf seiner aktiven Karriere zwischen 1986 und 2004 unter anderem 204 Spiele für die Calgary Flames, Phoenix Coyotes, Toronto Maple Leafs und Columbus Blue Jackets in der National Hockey League (NHL) auf der Position des Verteidigers bestritten hat. Darüber hinaus absolvierte Dahl über drei Spielzeiten weitere 141 Partien für die Nürnberg Ice Tigers in der Deutschen Eishockey Liga (DEL).

## Karriere
Kevin Dahl begann seine Karriere als Eishockeyspieler an der Bowling Green State University, die er von 1986 bis 1990 besuchte und für deren Eishockeymannschaft er parallel zu seinem Studium in der Central Collegiate Hockey Association (CCHA) spielte. In diesem Zeitraum wurde er im NHL Entry Draft 1988 in der elften Runde als insgesamt 230. Spieler von den Canadiens de Montréal aus der National Hockey League (NHL) ausgewählt, für die er allerdings nie spielte. Stattdessen lief der Verteidiger in der Saison 1990/91 für die Fredericton Canadiens in der American Hockey League (AHL) sowie die Winston-Salem Thunderbirds in der East Coast Hockey League (ECHL) auf. In der Saison 1991/92 nahm er überwiegend mit dem kanadischen Eishockeyverband Hockey Canada an dessen Olympia-Vorbereitung teil, in deren Anschluss er bis zum Ende der Spielzeit für die Salt Lake Golden Eagles aus der International Hockey League (IHL) spielte. Von 1992 bis 1996 kam er regelmäßig für die Calgary Flames in der NHL zum Einsatz, bei denen er im Juli 1991 als Free Agent einen Vertrag unterschrieben hatte. Parallel stand er in insgesamt 25 Spielen für deren neues Farmteam Saint John Flames in der AHL auf dem Eis. 
Zur Saison 1996/97 wurde Dahl – ebenfalls als Free Agent – von den Phoenix Coyotes unter Vertrag genommen. Für die Mannschaft aus Arizona spielte er jedoch nur zweimal in der NHL und verbrachte die gesamte restliche Spielzeit bei deren Kooperationspartner Las Vegas Thunder in der IHL. Von 1997 bis 2001 trat der Kanadier für das IHL-Team Chicago Wolves an, mit dem er in den Spielzeiten 1997/98 und 1999/2000 jeweils den Turner Cup gewann. Parallel kam er zu sporadischen Einsätzen in der NHL für sein Ex-Team Calgary Flames sowie die Toronto Maple Leafs und Columbus Blue Jackets. Zuletzt war er von 2001 bis 2004 für die Nürnberg Ice Tigers aus der Deutschen Eishockey Liga (DEL) aktiv, ehe er seine Karriere im Alter von 35 Jahren beendete. 

### International
Für Kanada nahm Dahl an den Olympischen Winterspielen 1992 im französischen Albertville teil, bei denen er mit seiner Mannschaft die Silbermedaille gewann. In acht Turnierspielen erzielte der Abwehrspieler zwei Tore.

## Erfolge und Auszeichnungen
- 1998 Turner-Cup-Gewinn mit den Chicago Wolves
- 2000 Turner-Cup-Gewinn mit den Chicago Wolves

### International
- 1992 Silbermedaille bei den Olympischen Winterspielen

## Karrierestatistik

### International
Vertrat Kanada bei:
- Olympischen Winterspielen 1992

(Legende zur Spielerstatistik: Sp oder GP = absolvierte Spiele; T oder G = erzielte Tore; V oder A = erzielte Assists; Pkt oder Pts = erzielte Scorerpunkte; SM oder PIM = erhaltene Strafminuten; +/− = Plus/Minus-Bilanz; PP = erzielte Überzahltore; SH = erzielte Unterzahltore; GW = erzielte Siegtore; 1 Play-downs/Relegation; Kursiv: Statistik nicht vollständig)